# Chlorissa
Chlorissa là một chi bướm đêm thuộc họ Geometridae.

## Các loài
- Chlorissa albistrigulata Warren, 1897
- Chlorissa amphitritaria (Oberthür, 1879)
- Chlorissa anadema (Prout, 1930)
- Chlorissa aquamarina (Hampson, 1895)
- Chlorissa arkitensis Viidalepp, 1988
- Chlorissa asphaleia Wiltshire, 1966
- Chlorissa cloraria (Hübner, [1813])
- Chlorissa discessa Walker, 1861
- Chlorissa etruscaria (Zeller, 1849)
- Chlorissa faustinata (Millière, 1868)
- Chlorissa gelida (Butler, 1889)
- Chlorissa gigantaria (Staudinger, 1892)
- Chlorissa macrotyro Inoue, 1954
- Chlorissa obliterata (Walker, 1863)
- Chlorissa pretiosaria (Staudinger, 1877)
- Chlorissa rubrifrons (Warren, 1894)
- Chlorissa sachalinensis Matsumura
- Chlorissa stibolepida Butler, 1879
- Chlorissa talvei Viidalepp, 1988
- Chlorissa vermiculata Warren, 1897
- Chlorissa viridata – Small Grass Emerald (Linnaeus, 1758)

## Hình ảnh

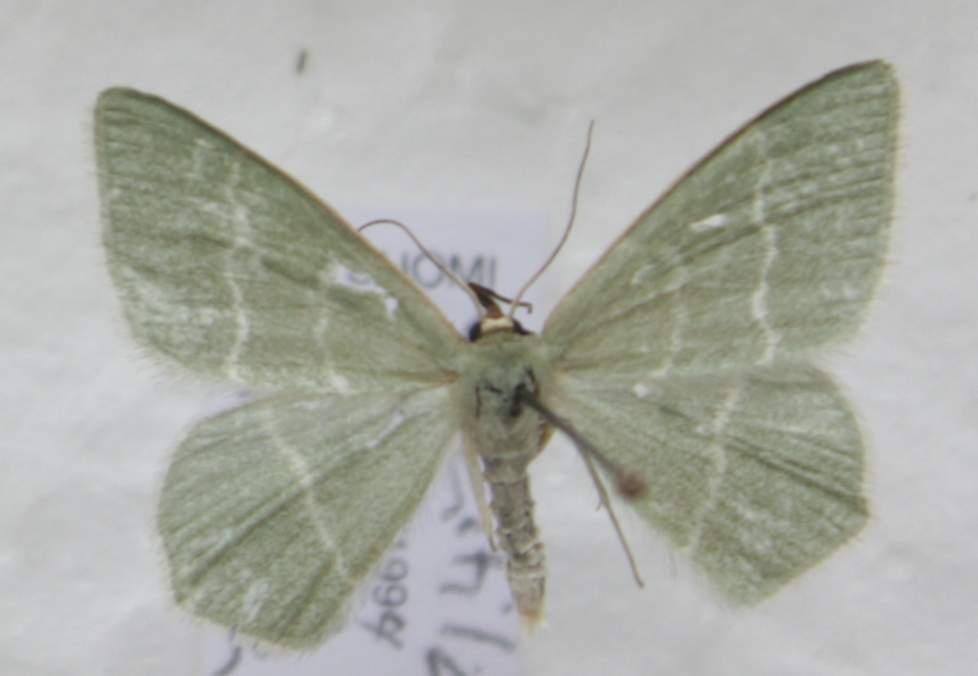